# Sidi Slimane
Sidi Slimane là một đô thị thuộc tỉnh El Bayadh, Algérie. Dân số thời điểm năm 2002 là 1.563 người.